# Unterseeboot 78 (1941)
Pour les articles homonymes, voir Unterseeboot 78.
Le Unterseeboot 78 (ou U-78) est un sous-marin (U-Boot) allemand de type VII C de la Kriegsmarine pendant la Seconde Guerre mondiale.

## Historique
Entré en service le 4 janvier 1941, l'U-78 est exploité comme sous-marin d'entrainement et de formation des équipages, d'abord au sein de la 22. Unterseebootsflottille à Gotenhafen, puis à partir du 1er mars 1945 dans la 4. Unterseebootsflottille à Stettin.
L'U-78 n'a jamais été opérationnel ; il n'a donc effectué aucune mission de guerre.
Le 16 avril 1945, l'U-78 est coulé à la station de générateurs électriques à Pillau au quai Seedienst-Bahnhof, par des tirs d'artillerie russes.

## Affectations
- 22. Unterseebootsflottille à Gotenhafen du 15 février 1941 au 28 février 1945 (navire-école)
- 4. Unterseebootsflottille à Stettin du 1er mars au 16 avril 1945 (str-b)

## Commandements
- Kapitänleutnant Adolf Dumrese du 15 février à juillet 1941
- Oberleutnant zur See Kurt Makowski de juillet 1941 à février 1942
- Kapitänleutnant Max Bernd Dieterich de février au 30 juin 1942
- KapitänleutnantErnst Ziehm du 1er juillet à novembre 1942
- Kapitänleutnant Helmut Sommer de novembre 1942 au 16 mai 1943
- Wilhelm Eisele du 17 mai 1943 au 26 novembre 1944
- Oberleutnant zur See Horst Hübsch du 27 novembre 1944 au 16 avril 1945

Nota: Les noms de commandants sans indication de grade signifie que leur grade n'est pas connu avec certitude à notre époque à la date de la prise de commandement.

## Navires coulés
L'Unterseeboot 78 n'a ni coulé, ni endommagé de navire ennemi, car il n'a pas effectué de patrouille de guerre et a été cantonné à un rôle d'entraînement et de navire-école